# Vadim Glowna
Vadim Glowna (Eutin, 26 settembre 1941 – Berlino, 24 gennaio 2012) è stato un attore, regista, produttore cinematografico e sceneggiatore tedesco.

## Biografia
Come attore, partecipò, a partire dall'inizio degli anni sessanta (se si esclude un'apparizione all'età di due anni nel film Il perduto amore), ad oltre 150 diverse produzioni, tra cinema e televisione., lavorando, al fianco di attori quali Claude Chabrol, Klaus Kinski, Romy Schneider, ecc.

Era inoltre un volto noto al pubblico televisivo anche per essere apparso in vari episodi di serie televisive quali Tatort e Il commissario Köster/Il commissario Kress (Der Alte).
Come regista, diresse tra l'altro alcuni episodi delle serie televisive Il commissario Köster/Il commissario Kress (Der Alte) e Siska.
Muore nel gennaio del 2012 a 70 anni, dopo breve malattia; da anni soffriva di diabete. È sepolto al Waldfriedhof Heerstraße di Westend di Berlino (Grablage: 8-D-18).

## Filmografia

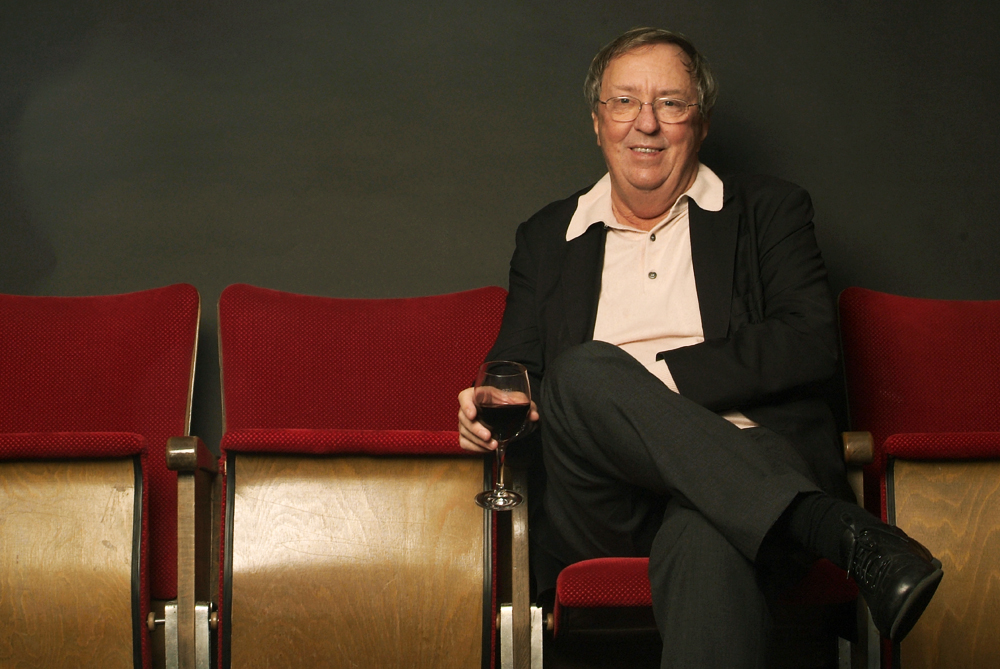
Vadim Glowna in una foto del 2007

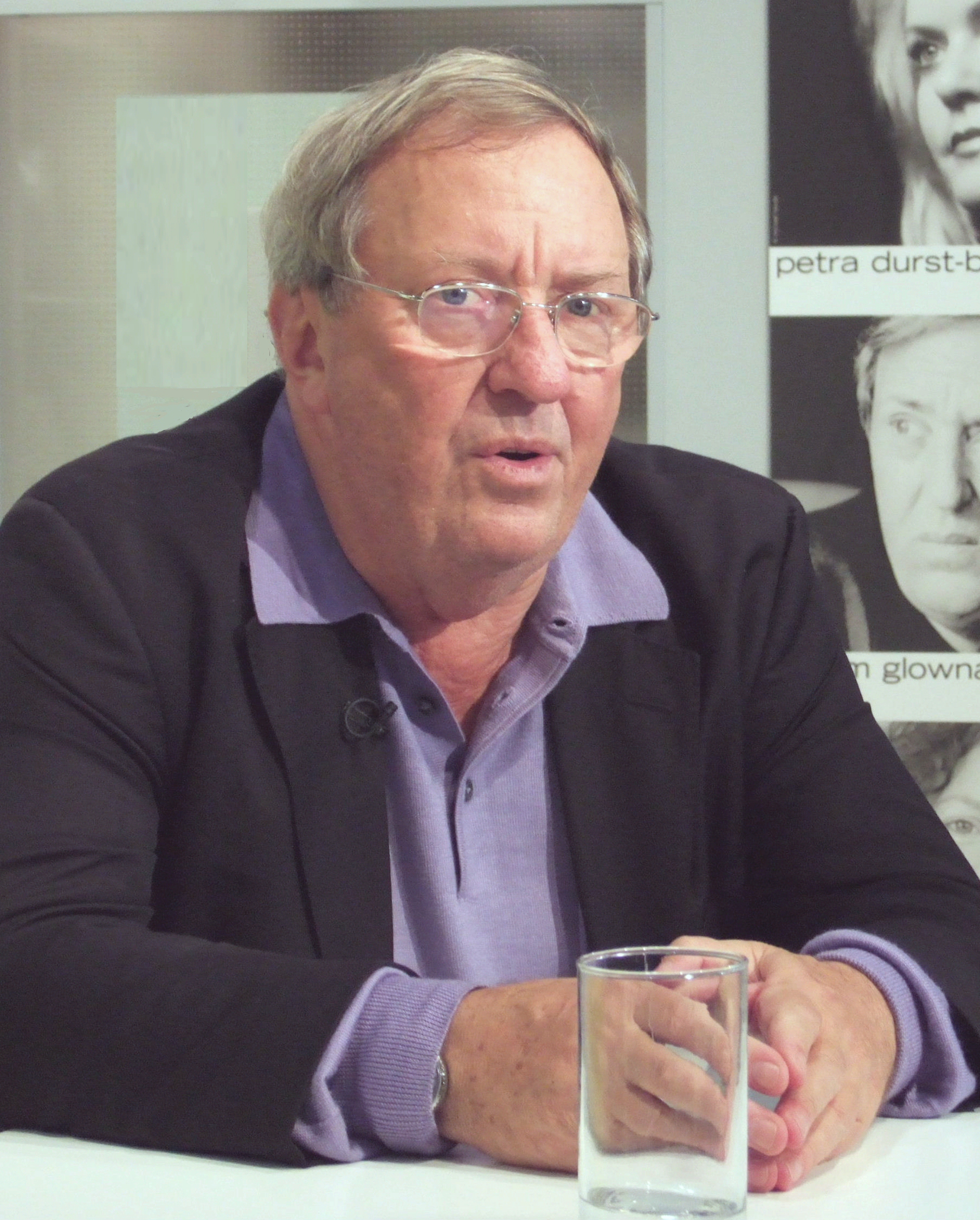
Vadim Glowna in una foto del 2006

### Attore

#### Cinema
- Il perduto amore (Immensee - Ein deutsches Volkslied), regia di Veit Harlan (1943)
- Liebe und so weiter, regia di George Moorse (1968)
- Morte sul Tamigi (Die Tote aus der Themse), regia di Harald Philipp (1971)
- Cuore di cane, regia di Alberto Lattuada (1976)
- Police Python 357, regia di Alain Corneau (1976)
- Die Brüder, regia di Wolf Gremm (1977)
- La croce di ferro (Cross of Iron), regia di Sam Peckinpah (1977)
- Gruppenbild mit Dame, regia di Aleksandar Petrović (1977)
- Der Hauptdarsteller, regia di Reinhard Hauff (1977)
- Germania in autunno (Deutschland im Herbst), di registi vari (1978)
- Il sarto di Ulm (Der Schneider von Ulm), regia di Edgar Reitz (1978)
- Linea di sangue (Bloodline), regia di Terence Young (1979)
- Il mio socio (L'associé), regia di René Gainville (1979)
- Geschichten aus dem Wienerwald, regia di Maximilian Schell (1979)
- La morte in diretta (La mort en direct), regia di Bertrand Tavernier (1980)
- Monitor, regia di Lutz Konermann (1980)
- Feine Gesellschaft - beschränkte Haftung, regia di Ottokar Runze (1982)
- Limuzyna Daimler-Benz, regia di Filip Bajon (1982)
- Il diario di Edith (Ediths Tagebuch), regia di Hans W. Geissendörfer (1983)
- L'anno del sole quieto (Rok spokojnego slonca), regia di Krzysztof Zanussi (1984)
- Tarot, regia di Rudolf Thome (1986)
- Drei D, regia di Sönke Wortmann (1988)
- Wherever You Are..., regia di Krzysztof Zanussi (1988)
- Er - Sie - Es, regia di Sven Severin (1989)
- L'orologiaio (Georg Elser - Einer aus Deutschland), regia di Klaus Maria Brandauer (1989)
- L'assassina, regia di Beat Kuert (1989)
- Giorni felici a Clichy (Jours tranquilles à Clichy), regia di Claude Chabrol (1990)
- Die Spitzen der Gesellschaft, regia di Franz Novotny (1990)
- Die Lügnerin, regia di Siegfried Kühn (1992)
- Im Himmel hört Dich niemand weinen, regia di Carlo Rola (1993)
- Candy, regia di Christopher Roth (1998)
- Das Datum, regia di Florian Henckel von Donnersmarck (1998)
- Hanna Flanders (Die Unberührbare), regia di Oskar Roehler (2000)
- Kalt ist der Abendhauch, regia di Rainer Kaufmann (2000)
- Solo per il successo (Viktor Vogel - Commercial Man), regia di Lars Kraume (2001)
- Endstation Tanke, regia di Nathalie Steinbart (2001)
- Suck My Dick, regia di Oskar Roehler (2001)
- Planet der Kannibalen, regia di Hans-Christoph Blumenberg (2001)
- Baader, regia di Christopher Roth (2002)
- Der alte Affe Angst, regia di Oskar Roehler (2003)
- Sternzeichen, regia di Peter Patzak (2003)
- Mein Name ist Bach, regia di Dominique de Rivaz (2003)
- Agnes und seine Brüder, regia di Oskar Roehler (2004)
- Mutterseelenallein, regia di Bernd Böhlich (2005)
- Lapislazuli - Im Auge des Bären, regia di Wolfgang Murnberger (2006)
- Quattro minuti (Vier Minuten), regia di Chris Kraus (2006)
- Hitler's Grave, regia di Daryush Shokof (2010)
- Ins Blaue, regia di Rudolf Thome (2012)

#### Televisione
- Held Henry (1965)
- Im Schatten einer Großstadt (1965)
- Frühlings Erwachen (1966)
- Der Kommissar - serie TV, 1 episodio (1969)
- 11 Uhr 20 - serie TV, 1 episodio (1970)
- Der Kommissar - serie TV, 1 episodio (1970)
- Gezeiten – film TV (1970)
- Der Kommissar - serie TV, 1 episodio (1974)
- Ein deutsches Attentat (1975)
- Polly oder Die Bataille am Bluewater Creek (1975)
- L'ispettore Derrick (Derrick) - serie TV, 1 episodio, regia di Alfred Vohrer (1976)
- Il commissario Köster (Der Alte) - serie TV, 1 episodio (1977)
- Cronache marziane (The Martian Chronicles) - miniserie TV (1980)
- Blaubart – film TV (1984)
- Ein fliehendes Pferd – film TV (1985)
- Opération Ypsilon, regia di Peter Kassovitz – film TV (1987)
- Lucas läßt grüßen – film TV(1988)
- Un caso per due - serie TV, 1 episodio (1989)
- Tatort - serie TV, 1 episodio (1989) - Leszek
- Das Milliardenspiel - miniserie TV (1989)
- Projekt Aphrodite – film TV (1990)
- Das zweite Leben – film TV (1990)
- Detective Extralarge: Miami Killer (1991)
- Die Männer vom K3 - serie TV, 1 episodio (1992)
- Un caso per due - serie TV, 1 episodio (1992)
- Wolff - Un poliziotto a Berlino - serie TV, 2 episodi (1993 e 2002)
- Die Skrupellosen - Hörigkeit des Herzens (1993)
- Un caso per due - serie TV, 1 episodio (1993)
- Tatort - serie TV, 1 episodio (1993)
- Cornelius hilft - serie TV (1994)
- 1945, regia di Peter Patzak – film TV (1994)
- Peter Strohm - serie TV, 1 episodio (1996)
- Balko - serie TV, 1 episodio (1996)
- Il commissario Kress (Der Alte) - serie TV, 1 episodio (1998)
- Siska - serie TV, 1 episodio (1999)
- Rosa Roth - serie TV, 1 episodio (1999)
- I miserabili - miniserie TV (2000)
- Tatort - serie TV, 1 episodio (2000)
- Un caso per due - serie TV, 1 episodio (2001)
- Il commissario Kress (Der Alte) - serie TV, 1 episodio (2001)
- Verbotene Küsse, regia di Johannes Fabrick – film TV (2001)
- Schwabenkinder, regia di Jo Baier – film TV (2003)
- Die Rückkehr des Vaters, regia di Jörg Grünler – film TV (2004)
- Tatort - serie TV, 1 episodio (2004)
- Il commissario Kress (Der Alte) - serie TV, 1 episodio (2006)
- Gonger - Das Böse vergisst nie – film TV (2008)
- Il commissario Herzog (Der Alte) - serie TV, 1 episodio (2008)
- Auftrag Schutzengel (2009) - Werner Sievert
- Inspektor Barbarotti - Mensch ohne Hund – film TV (2010)
- Der letzte Weynfeldt – film TV (2010)
- Tatort - serie TV, 1 episodio (2010)
- I Borgia  – serie TV, 4episodi (2011)
- Jack Irish: Black Tide, regia di Jeffrey Walker – film TV (2012)
- Jack Irish: Bad Debts, regia di Jeffrey Walker – film TV(2012)

### Regista
- Desperado City (1981) anche attore
- Dies rigorose Leben (1983) anche attore
- Tschechow in meinem Leben (1985)
- Des Teufels Paradies (1987) anche attore
- Eines Tages irgendwann (1992)
- Der Brocken (1992)
- Tatort - serie TV, 1 episodio (1993)
- Eine Frau wird gejagt - film TV (1995)
- Eine Frau wird gejagt - serie TV (1995)
- Peter Strohm - serie TV, 1 episodio (1995)
- Il commissario Köster/Il commissario Kress/Il commissario Herzog (Der Alte) - serie TV, 18 episodi (1996-2010)
- Der Schnapper: Blumen für den Mörder - film TV (1998)
- Siska - serie TV, 6 episodi (1998-2008)
- Das Haus der schlafenden Schönen (2006) anche attore

### Produttore
- Desperado City (1981)
- Dies rigorose Leben (1983)
- Des Teufels Paradies (1987)
- Transylvania (2006)
- Das Haus der schlafenden Schönen (2006)
- Breathful (2007)
- Smoqing (2007)
- Epicalypse Now (2008)
- Immortal Memory (2009)
- Hitler's Grave (2011)

### Sceneggiatore
- Desperado City, regia di Vadim Glowna (1981)
- Dies rigorose Leben (1983)
- Tschechow in meinem Leben (1985)
- Des Teufels Paradies (1987)
- Tatort - serie TV, 1 episodio (1993)
- Das Haus der schlafenden Schönen (2006)

### Compositore
- Biskuit (TV, 1971)

## Doppiatori italiani
- Giancarlo Maestri in Cuore di cane
- Manlio De Angelis in La croce di ferro
- Francesco Carnelutti in Hanna Flanders